# Liste des monuments historiques de Monpazier
Ce tableau présente la liste de tous les monuments historiques classés ou inscrits dans la commune de Monpazier, Dordogne, en France.

## Statistiques
Monpazier compte trente édifices comportant une protection au titre des monuments historiques, soit 3,4 % des monuments historiques du département de la Dordogne. Dix-neuf édifices sont classés ; les onze autres sont inscrits.
Bien que ne comptant que 526 habitants en 2014, Monpazier est la 111e commune de France en termes de protections au titre des monuments historiques.
Le graphique suivant résume le nombre d'actes de protection par décennies depuis 1860 :

## Liste
| Monument                                    | Adresse                                                                   | Coordonnées                      | Notice         | Protection | Date | Illustration                               |
| ------------------------------------------- | ------------------------------------------------------------------------- | -------------------------------- | -------------- | ---------- | ---- | ------------------------------------------ |
| Église Saint-Dominique                      | Rue Notre-Dame                                                            | 44° 40′ 50″ nord, 0° 53′ 41″ est | « PA00082653 » | Classé     | 1862 | Église Saint-Dominique                     |
| Halle centrale                              | Place des Cornières                                                       | 44° 40′ 48″ nord, 0° 53′ 40″ est | « PA00082655 » | Classé     | 1960 | Halle centrale                             |
| Maison                                      | 26 rue Notre-Dame Place des Cornières                                     | 44° 40′ 48″ nord, 0° 53′ 41″ est | « PA00082657 » | Inscrit    | 1962 | Maison                                     |
| Maison                                      | 28 rue Notre-Dame Place des Cornières                                     | 44° 40′ 49″ nord, 0° 53′ 41″ est | « PA00082658 » | Inscrit    | 1962 | Maison                                     |
| Maison d'angle à couvert                    | 1 place des Cornières 27-31 rue Notre-Dame                                | 44° 40′ 50″ nord, 0° 53′ 40″ est | « PA00082662 » | Classé     | 1904 | Maison d'angle à couvert                   |
| Maison d'angle à couvert                    | 2 place des Cornières 23-25 rue Notre-Dame                                | 44° 40′ 48″ nord, 0° 53′ 39″ est | « PA00082672 » | Classé     | 1904 | Maison d'angle à couvert                   |
| Maison d'angle à couvert                    | 9 place des Cornières 9 rue de la Porte-de-Campan 20-22 rue Saint-Jacques | 44° 40′ 49″ nord, 0° 53′ 39″ est | « PA00082666 » | Classé     | 1904 | Maison d'angle à couvert                   |
| Maison d'angle à couvert                    | 12 place des Cornières 18 rue Saint-Jacques                               | 44° 40′ 48″ nord, 0° 53′ 41″ est | « PA00082667 » | Classé     | 1904 | Maison d'angle à couvert                   |
| Maison d'angle à couvert office du Tourisme | 24bis rue Notre-Dame Place des Cornières Rue de la Justice                | 44° 40′ 48″ nord, 0° 53′ 41″ est | « PA00082656 » | Classé     | 1904 | Maison d'angle à couvertoffice du Tourisme |
| Maison d'angle à couvert                    | 34 rue Notre-Dame Place des Cornières Rue de l'Ormeau                     | 44° 40′ 49″ nord, 0° 53′ 41″ est | « PA00082661 » | Classé     | 1904 | Maison d'angle à couvert                   |
| Maison d'angle à couvert                    | 23 rue Saint-Jacques Place des Cornières 3 rue de la Justice              | 44° 40′ 48″ nord, 0° 53′ 39″ est | « PA00082673 » | Classé     | 1904 | Maison d'angle à couvert                   |
| Maison d'angle à couvert                    | 37 rue Saint-Jacques Place des Cornières 8 rue de la Porte-Campan         | 44° 40′ 49″ nord, 0° 53′ 39″ est | « PA00082678 » | Classé     | 1904 | Maison d'angle à couvert                   |
| Maison du Chapître                          | 39 rue Notre-Dame                                                         | 44° 40′ 51″ nord, 0° 53′ 40″ est | « PA00082654 » | Inscrit    | 1929 | Maison du Chapître                         |
| Maison à couvert                            | 3 place des Cornières 15 rue de la Porte-de-Campan                        | 44° 40′ 49″ nord, 0° 53′ 40″ est | « PA00082663 » | Classé     | 1904 | Maison à couvert                           |
| Maison à couvert                            | 4 place des Cornières 12 rue de la Justice                                | 44° 40′ 48″ nord, 0° 53′ 39″ est | « PA00082671 » | Inscrit    | 1962 | Maison à couvert                           |
| Maison à couvert                            | 5 place des Cornières 13 rue de la Porte-de-Campan                        | 44° 40′ 49″ nord, 0° 53′ 40″ est | « PA00082664 » | Inscrit    | 1962 | Maison à couvert                           |
| Maison à couvert                            | 6 place des Cornières                                                     | 44° 40′ 48″ nord, 0° 53′ 39″ est | « PA00082670 » | Inscrit    | 1962 | Maison à couvert                           |
| Maison à couvert                            | 7 place des Cornières 11 rue de la Porte-de-Campan                        | 44° 40′ 49″ nord, 0° 53′ 39″ est | « PA00082665 » | Classé     | 1904 | Maison à couvert                           |
| Maison à couvert                            | 8 place des Cornières 8 rue de la Justice                                 | 44° 40′ 47″ nord, 0° 53′ 40″ est | « PA00082669 » | Inscrit    | 1962 | Maison à couvert                           |
| Maison à couvert                            | 10 place des Cornières 6 rue de la Justice                                | 44° 40′ 47″ nord, 0° 53′ 40″ est | « PA00082668 » | Classé     | 1961 | Maison à couvert                           |
| Maison à couvert                            | 30 rue Notre-Dame Place des Cornières                                     | 44° 40′ 49″ nord, 0° 53′ 41″ est | « PA00082659 » | Classé     | 1904 | Maison à couvert                           |
| Maison à couvert                            | 32 rue Notre-Dame Place des Cornières                                     | 44° 40′ 49″ nord, 0° 53′ 41″ est | « PA00082660 » | Classé     | 1904 | Maison à couvert                           |
| Maison à couvert                            | 25 rue Saint-Jacques Place des Cornières                                  | 44° 40′ 48″ nord, 0° 53′ 39″ est | « PA00082674 » | Classé     | 1904 | Maison à couvert                           |
| Maison à couvert                            | 27-29 rue Saint-Jacques Place des Cornières                               | 44° 40′ 48″ nord, 0° 53′ 39″ est | « PA00082675 » | Classé     | 1961 | Maison à couvert                           |
| Maison à couvert                            | 31-33 rue Saint-Jacques Place des Cornières                               | 44° 40′ 49″ nord, 0° 53′ 39″ est | « PA00082676 » | Classé     | 1904 | Maison à couvert                           |
| Maison à couvert                            | 35 rue Saint-Jacques Place des Cornières                                  | 44° 40′ 49″ nord, 0° 53′ 39″ est | « PA00082677 » | Classé     | 1904 | Maison à couvert                           |
| Porte de ville (porte Saint-Jacques nord)   | Au nord de la rue Saint-Jacques                                           | 44° 40′ 55″ nord, 0° 53′ 38″ est | « PA00082680 » | Inscrit    | 1936 | Porte de ville(porte Saint-Jacques nord)   |
| Porte de ville (porte Notre-Dame)           | Au nord de la ville En face de la rue Notre-Dame                          | 44° 40′ 56″ nord, 0° 53′ 40″ est | « PA00082681 » | Inscrit    | 1936 | Porte de ville(porte Notre-Dame)           |
| Porte de ville (porte Saint-Jacques sud)    | Au sud de la rue Saint-Jacques                                            | 44° 40′ 43″ nord, 0° 53′ 39″ est | « PA00082679 » | Inscrit    | 1936 | Porte de ville(porte Saint-Jacques sud)    |
| Remparts remparts est, tour de flanquement  |                                                                           | 44° 40′ 48″ nord, 0° 53′ 46″ est | « PA00082682 » | Inscrit    | 1961 | Rempartsremparts est, tour de flanquement  |